# パンチャーラ族

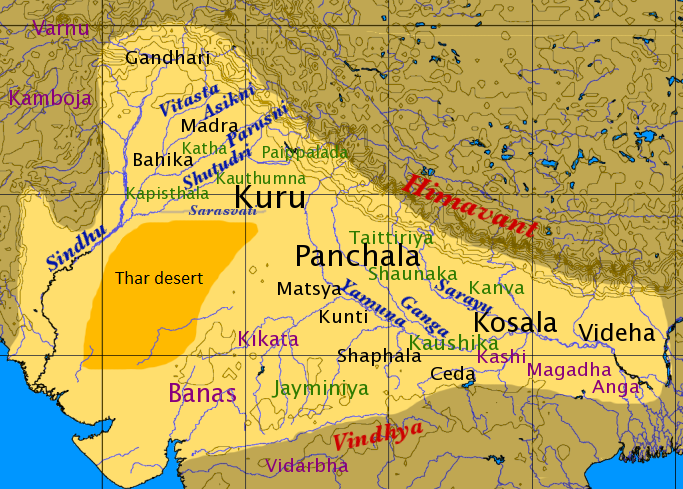
パンチャーラ族の領域であるパンチャーラ国

パンチャーラ族（サンスクリット語 पञ्चाल Pancala）は、古代インドの文献に現れる、インド・アーリア人の一部族の名称。

## パンチャーラ国の形成
十王戦争に勝利したバラタ族が、プール族と連合してクル族を形成し、五河地方の支配権を握ると、同じ地域に活動していたパンチャーラ族は、東に移動していったとされる。
インド・アーリア人の諸部族と同じように、部族長を中心とした組織を有していたが、紀元前500年頃からは、緩やかな共和制を徐々に採るようになっていったと考えられている。紀元前4世紀のアルタシャーストラ文献には、パンチャーラ国が「王府議会」（राजशब्दोपजीविन्）の組織を有していたことが述べられている。

## 『マハーバーラタ』
『マハーバーラタ』において、パーンダヴァ五王子の共通の妻であるドラウパディー姫は、パンチャーラの出身で、「パーンチャーリー」（पांचाली）と呼ばれている。